# Wigan Athletic Football Club 2014-2015
Questa voce raccoglie le informazioni riguardanti il Wigan Athletic Football Club nelle competizioni ufficiali della stagione 2014-2015.

## Rosa
| N. |                             | Ruolo | Calciatore     |
| -- | --------------------------- | ----- | -------------- |
| 1  | Inghilterra (bandiera)      | P     | Scott Carson   |
| 3  | Inghilterra (bandiera)      | D     | Andrew Taylor  |
| 4  | Inghilterra (bandiera)      | D     | Harry Maguire  |
| 5  | Scozia (bandiera)           | D     | Gary Caldwell  |
| 7  | Irlanda (bandiera)          | C     | Chris McCann   |
| 10 | Irlanda del Nord (bandiera) | A     | Billy McKay    |
| 11 | Irlanda (bandiera)          | A     | James McClean  |
| 14 | Galles (bandiera)           | C     | Emyr Huws      |
| 16 | Corea del Sud (bandiera)    | C     | Kim Bo-Kyung   |
| 17 | Barbados (bandiera)         | D     | Emmerson Boyce |
| 18 | Inghilterra (bandiera)      | C     | Sheyi Ojo      |
| 19 | Scozia (bandiera)           | C     | Don Cowie      |
| 20 | Camerun (bandiera)          | D     | Gaëtan Bong    |

| N. |                        | Ruolo | Calciatore            |
| -- | ---------------------- | ----- | --------------------- |
| 21 | Inghilterra (bandiera) | A     | Leon Clarke           |
| 22 | Scozia (bandiera)      | D     | Aaron Taylor-Sinclair |
| 23 | Honduras (bandiera)    | D     | Juan Carlos García    |
| 24 | Inghilterra (bandiera) | D     | James Perch           |
| 25 | Inghilterra (bandiera) | D     | Leon Barnett          |
| 27 | Inghilterra (bandiera) | A     | Josh Murphy           |
| 28 | Inghilterra (bandiera) | D     | Jason Pearce          |
| 30 | Irlanda (bandiera)     | D     | Rob Kiernan           |
| 31 | Inghilterra (bandiera) | A     | Jerome Sinclair       |
| 32 | Finlandia (bandiera)   | P     | Jussi Jääskeläinen    |
| 33 | Inghilterra (bandiera) | A     | Martyn Waghorn        |
| 36 | Danimarca (bandiera)   | C     | William Kvist         |
| 42 | Inghilterra (bandiera) | A     | Grant Holt            |